# 神様お願い!
「神様お願い!」（かみさまおねがい!）は、ザ・テンプターズの2枚目のシングル。1968年3月5日にフィリップス・レコード（日本ビクター）から発売された。
作詞・作曲はデビューシングル「忘れ得ぬ君」に続いてリーダーの松崎由治が手掛けている。
リリースして20日余りでオリコンチャートのトップ10に初登場。次作「エメラルドの伝説」に次ぐセールス（43.1万枚）を記録した。

## 収録曲
- 全作詞・作曲：松崎由治

1. 神様お願い! [2:13]
ソロ：萩原健一
2. 涙を笑顔に [2:18]
ソロ：松崎由治

## 収録アルバム
| 曲名        | 収録アルバム                              | 発売日        |
| ----------- | ----------------------------------------- | ------------- |
| 神様お願い! | 『ザ・テンプターズ ファースト・アルバム』 | 1968年6月25日 |
| 涙を笑顔に  | 『ザ・テンプターズ ファースト・アルバム』 | 1968年6月25日 |

## 主なカバー
- KUWATA BAND（1986年発売のシングル「MERRY X'MAS IN SUMMER」に収録）
- 桃姫BAND（1993年発売）
- 近田春夫&ハルヲフォン（2008年発売のアルバム『リメンバー・グループ・サウンズ』に収録）
- ハナエ（2012年発売のシングル「神様はじめました/神様お願い」）
- KURAMA（岸尾だいすけ） featuring ハナエ（『神様はじめました』特殊ED曲。2013年発売のOSTに収録）